# Monte Ode
Il Monte Ode (968;m. s.l.m.) è una cima dei monti Sabini, nel Lazio, nella provincia di Rieti, nel territorio del comune di Salisano.